# 密脉蒲桃
密脉蒲桃（学名：Syzygium chunianum）为桃金娘科蒲桃属的植物，是中国的特有植物。分布于中国大陆的广西、海南等地，多生在中海拔常绿林里，目前尚未由人工引种栽培。